# بريان بيرسون
بريان بيرسون هو سياسي كندي، ولد في 30 مايو 1934 في ليفربول في المملكة المتحدة، وتوفي في 12 أكتوبر 2016 في إيكالويت في كندا.